# Левикова, Екатерина Георгиевна
Екатерина Георгиевна Левикова (22 ноября 1917, с. Старое Эштебенькино, Бугульминский уезд, Самарская губерния, РСФСР — 5 июня 1987, Романовка, Шенталинский район, Куйбышевская область, СССР) — бригадир свиноводческого совхоза «Канаш» Министерства совхозов СССР, Герой Социалистического Труда (1949).

## Биография
Родилась 22 ноября 1917 года в селе Старое Эштебенькино Бугульминского уезда Самарской губернии, (ныне — Челно-Вершинского района Самарской области), в крестьянской семье. По национальности русская.
До начала Великой Отечественной войны устроилась на свиноферму совхоза «Канаш» Шенталинского района, вскоре назначена бригадиром. По итогам работы в 1948 году бригада вырастила до отъёма от 20 свиноматок по 25 поросят (в среднем на свиноматку) при среднем живом весе поросёнка в 2-месячном возрасте 15 килограммов.
Указом Президиума Верховного Совета СССР от 3 декабря 1949 года «за получение высокой продуктивности животноводства в 1948 году» удостоена звания Героя Социалистического Труда с вручением ордена Ленина и золотой медали «Серп и Молот». Этим же указом звания Героя Труда были удостоены ещё четверо животноводов совхоза «Канаш» во главе с директором совхоза Н. П. Нечаевым.
Бригада продолжила увеличивать поголовье свиней, регулярно перевыполняя план по производству свинины.
Проживала в селе Романовка, где и умерла 5 июня 1987 года.
Награждена орденом Ленина (03.12.1949), медалями.